# Een nieuwe lente op Hollands erf

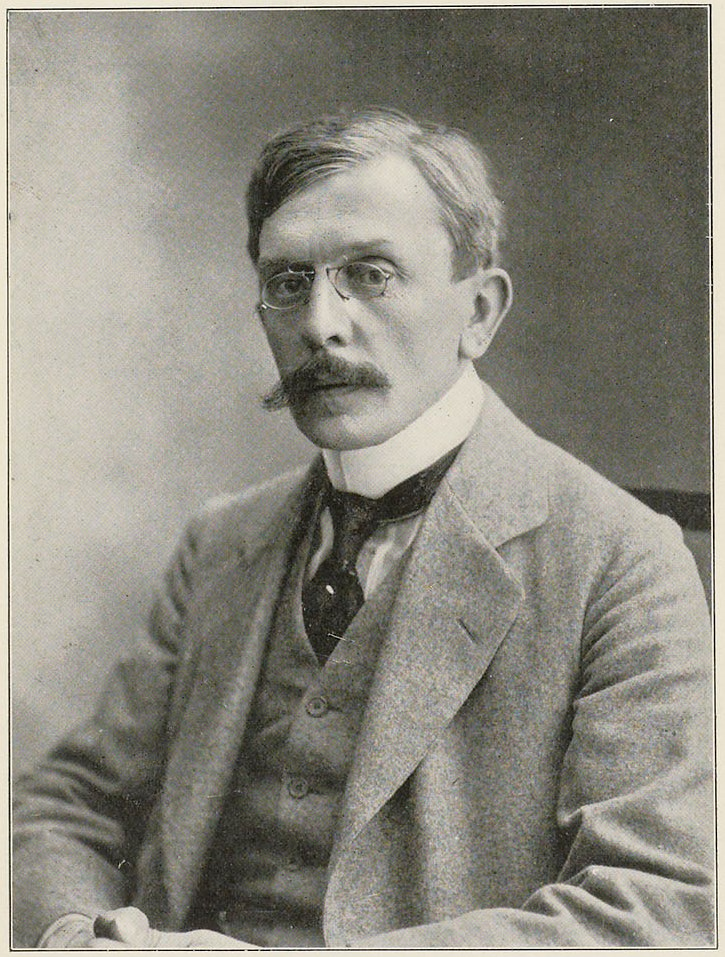
P.C. Boutens

Een nieuwe lente op Hollands erf was de titel van de rijmprent die alle kinderen in het lager en voortgezet onderwijs cadeau kregen bij het huwelijk van prinses Juliana der Nederlanden en prins Bernhard van Lippe-Biesterfeld op 7 januari 1937.
Een nieuwe lente op Hollands erf was eigenlijk niet de officiële titel, maar die tekst stond als bijschrift onder de tekening bovenaan de rijmprent, die een koets met het bruidspaar liet zien met Cupido op de bok. De tekening was van de hand van André van der Vossen. Daaronder stond de officiële titel: ‘Aan prinses Juliana der Nederlanden bij haar huwelijk met prins Bernhard van Lippe-Biesterfeld’. Dan volgde, opgezet in twee kolommen, de tekst, van de hand van de dichter P.C. Boutens.
De rijmprent was gedrukt in een oplaag van anderhalf miljoen exemplaren.

## Voorgeschiedenis
Het idee voor de rijmprent kwam van P. Visser, chef van de afdeling Kunsten en Wetenschappen op het ministerie van Onderwijs, Kunsten en Wetenschappen, in samenspraak met Jean François van Royen, secretaris van het hoofdbestuur van de PTT, in de periode na de verloving van prinses Juliana en prins Bernhard op 8 september 1936. Visser nam contact op met de toenmalige minister van O, K en W, Jan Rudolph Slotemaker de Bruïne, en noemde vier namen van kunstenaars die de tekening op de rijmprent zouden kunnen verzorgen (naast André van der Vossen ook Charles Eyck, Joop Sjollema en J.H. Grégoire) en vier dichters die misschien in staat waren de tekst te leveren: P.C. Boutens, J.W.F. Werumeus Buning, Martinus Nijhoff en Albert Verwey. Slotemaker de Bruïne voelde voor het idee en koos voor Van der Vossen en Boutens.
Het kostte enige tijd om de toestemming van koningin Wilhelmina te krijgen, maar op 6 november 1936 kwam haar fiat. Op 9 november legde Visser contact met Boutens, die op 15 november liet weten dat het gedicht klaar was. In een interview door Garmt Stuiveling in de Nieuwe Rotterdamsche Courant van 22 januari 1937 vertelde hij:
Ik zei: ik zal het probeeren, maar ik kan niets belóven. Zooiets moet plotseling lukken, of het lukt niet. Ik had vier dagen tijd... Je kunt er natuurlijk niet opzettelijk voor gaan zitten, maar toen ik ál die vier dagen ánder werk had gedaan, kwam toch op den laatsten avond dit vers, achter elkaar. Ik publiceer eigenlijk nooit iets, of het moet heelemaal bestorven zijn; maar dat kon hier natuurlijk niet. Ik heb het dadelijk uit handen gegeven, en tegen de regeering gezegd: hier is het, jullie hoeft het niet te nemen, maar dit heb ik ervan gemaakt.

## Tekst
| Keek niet door ’t volle zomergroen De gele pij al van den herfst, Waar straks het schoone jaar in sterft...? Daar viel weêr, buiten elk seizoen. Een nieuwe lente op Hollands erf. De dagen keerden licht van lust, De nachten van belofte zwoel – Mijn hart, door 't blinde bloed ontrust, Als in een doolhof op gevoel Tastte naar ongeweten doel... Daar zag het midden in den hof Uw oogen, waar verlangen sliep, Zich openen tot bloemen diep – Daar vond mijn hart zijn zingens stof, Daar rees het stomme bloed en riep: “Dat hebt gij goed en vroom gedaan; Want die vertrouwen haasten niet; En diep in ’t hart uws volks verstaan Het bloed dat kruipt, waar ’t niet kan gaan; Totdat het breekt in lucht en lied: “Dezelfde grond, hetzelfde veld, Waar ons gemeene dooden zijn In hun verheerlijking besteld, Oefent aan u zijn zoet geweld Van levens Mei en hoogfestijn! “Hoe rijker gij beminnen moet, Te minder schieten wij tekort! Een wedstrijd zal het zijn voorgoed In liefdes eerlijke’ overvloed, Die door geen deelen minder wordt! “Al wat van u hoort, lijven we in Met u bij Hollands huisgezin, Nu in uzelf verweezlijkt werd De zoete zekerheid van ’t hart: Daar is geen Meimaand zonder min!...” Gelijk de nachtegaal zijn gaai Opvoert aan immer heller toon Zal mijn verrukking lichterlaai De wieg omzingen van Uw zoon, Het kind van liefde op Hollands troon! |

## Het laatste couplet
Het laatste couplet stuitte bij Slotemaker de Bruïne op grote weerstand. Hij vond dat de gezinsvorming van het prinselijk paar alleen het paar zelf aanging en zeker niet de dichter. Ook vond hij het zinspelen op seksuele gemeenschap tussen de echtelieden niet geschikt voor een publicatie die voor kinderen was bedoeld. Hij legde zijn bezwaar voor aan minister-president Hendrikus Colijn, die in een memo bijna profetische woorden sprak: 
(...)
Bovendien – als het eens meisjes zijn. Dat is nu wel een prozaïsche opmerking.
Voorts komt dat kind eerst op den troon na 50 jaar, of daaromtrent.
Kortom – zonder zeer groot bezwaar te hebben, zou ik het slotcouplet liever anders zien.
Gerrit van Poelje, secretaris-generaal van het ministerie van O, K en W, kreeg de taak met Boutens te praten over het laatste couplet. Deze was echter niet bereid een nieuw laatste couplet te schrijven. Wel ging hij ten slotte akkoord met weglating: ‘Mijnheer, als u een torso publiceren wilt, ga dan uw gang.’ Daarbij bedong hij wel dat er speciaal voor hem veertig exemplaren van de rijmprent zouden worden gedrukt met de volledige tekst.
Omdat de rijmprent nu nog maar zeven coupletten telde in plaats van acht, die toch in twee kolommen moesten worden gezet, kreeg André van der Vossen de opdracht voor het ‘gat’ rechtsonder een monogram te ontwerpen met de letters J en B. In die vorm werd de rijmprent gedrukt.

## Ontvangst
Op 18 december 1936 presenteerde Van Poelje op een persconferentie het eindresultaat. De eerste commentaren wezen voorzichtig op de ‘tamelijk moeilijke’ tekst. Maar op 21 december 1936 ging de Limburgse Koerier in de aanval. In de tekst ontbrak iedere verwijzing naar God. ‘Was het nodig voor de betrekkelijk kleine minderheid, die het openbaar onderwijs volgt, de welwillendheid zover door te drijven?’
Toen kwamen de bezwaren los. Onderwijzers vroegen zich af waarom het gedicht in de oude spelling was gehouden, terwijl op de scholen al twee jaar de vereenvoudigde spelling van Marchant werd onderwezen. Boutens was overigens een geharnast tegenstander van deze spelling. Uit dezelfde kringen kwam kritiek op het gebruik van Holland waar Nederland was bedoeld.
Maar het belangrijkste probleem was dat het gedicht als ‘duister’ werd ervaren. Voorzitter E.J. Grimm van de Christelijke Oranjevereeniging ‘Amsterdam-Oost’ stond niet alleen toen hij in Ons Oranjeblad vroeg:
Wil iedere lezer (of lezeres) na aandachtige beschouwing der verheven poëzie en zich klaarbewust van de treffende bedoeling derzelve, zoo heel vriendelijk zijn, mij de beteekenis schriftelijk uit te leggen? Ik heb er oprecht naar gestreefd, maar ben niet klaargekomen.
(...)
Het lust mij niet, zin voor zin aan den kaak te stellen, maar het is mij een raadsel, hoe onze Regeering, teneinde de opgroeiende jeugd een herinnering mee te geven aan dit grootsche, voor ons Vorstenhuis, land en volk zoo belangrijk gebeuren, met zoo'n prul durft aan te komen!
Anderen stoorden zich aan de ‘erotische’ passages in het gedicht, die ze niet geschikt vonden voor kinderen. Het verst daarbij ging Volk en Vaderland, het weekblad van de Nationaal-Socialistische Beweging, waarin een anonieme commentator
zich de oogen (had) uitgewreven over een dergelijk rijmproduct van onzin en pornografie, waarmee de minister kinderen gelukkig wil maken. (...) Opnieuw blijkt het de democratie, die zoo weinig van ware Oranjeliefde verstaat, zoo weinig de hartslag van het volk zelf is, dat schoolkinderen de krolsche visie van een dichter present krijgen, terwijl dan nog niemand hardop durft te laten merken hoe erg het is.
Een paar scholen weigerden inderdaad de rijmprent aan hun leerlingen uit te delen.
Er stonden ook verdedigers van het gedicht op. De ulo-onderwijzer J. Potharst publiceerde in het Algemeen Handelsblad een parafrase van het gedicht, die kennelijk in een behoefte voorzag, want veel andere kranten namen zijn tekst over. Het zevende couplet gaf hij bijvoorbeeld aldus weer:
Van nu af aan behoort deze Prins, uit den vreemde gekomen,
Ook tot ’t Hollandsch huisgezin,
Omdat gij thans – door hem – óók hebt leren begrijpen,
Wat ieder zoo zeker weet in zijn hart,
Dat er geen Meimaand zonder liefde bestaat.
De dichter en criticus A. Wapenaar schreef in de antirevolutionaire krant De Standaard:
Boutens gaf nooit muziek om à l’improviste te spelen, maar wie geduld heeft om goed te lezen, vindt in die aanvangsstrofen de mystieke eenheid van Prinses en volk buitengewoon dichterlijk-teer vertolkt: haar lente-van-beminnen werd die van het volk zelf. En dat gaat nu eenmaal niet zonder erotiek.
Boutens zelf liet in het eerder aangehaalde interview van Stuiveling weten:
Ik moest iets schrijven voor kinderen van zes jaar, zoowel als voor gymnasiasten van achttien, negentien. Nu staat er één ding vast: die kinderen van zes jaar hebben een redelijke kans dat zij negentien worden, maar die van negentien worden nooit weer zés. Laat de jongeren de rijmprent maar bewaren, misschien hebben sommigen van hen haar later tóch liever dan een chocoladeletter...
In de nalatenschap van de ontwerper Jan van Krimpen bevindt zich een anonieme parodie op het gedicht van Boutens, met als laatste couplet:
Al wat van U hoort, lijven wij in
Bij wartaal zonder slot of zin
Toch zijt gij niet geheel abuis
Al zijt gij rijp voor ’t gekkenhuis
Er rammelen weer duiten in!
Over duiten gesproken, het ministerie van O, K en W had verzuimd met Boutens afspraken over het honorarium te maken. Dat bleek pijnlijk toen de rijmprent eenmaal klaar was. Het ministerie bood 500 gulden, maar Boutens, die als voorzitter van de Vereniging van Letterkundigen al jarenlang streed voor faire honoraria, wilde in eerste instantie een vast bedrag per rijmprent, maar noemde later een bedrag van 5.000 gulden. Dat leek hem passend, gezien de oplage van de rijmprent. Pas op 24 december 1937 bereikten de partijen overeenstemming over een bedrag van 1.000 gulden.

## Op muziek gezet
Alexander Voormolen maakte nog in 1936 van het gedicht een muziekstuk voor sopraan en orkest.

## De Mérode
In de Eerbeekse Kerkklok, het orgaan van de hervormde gemeente te Eerbeek, publiceerde Willem de Mérode een alternatief gedicht over het huwelijk: ‘Bij het huwelijk van H.K.H. Prinses Juliana en Z.D.H. Prins Bernhard’ (Eerbeekse Kerkklok, jaargang 8 (1937) no. 356).